# 헨던

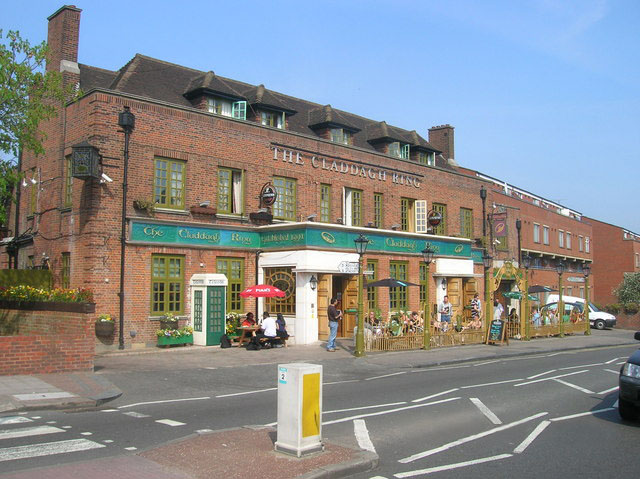
헨던

헨던(Hendon)은 런던의 한 구역이다.
헨던은 채링 크로스에서 북서쪽으로 11km 떨어진 런던 북서쪽 바넷 자치구의 도시 지역이다. 헨던은 미들섹스(Middlesex) 카운티의 고대 저택이자 교구였으며 이전 자치구는 헨던 시립 자치구였다. 1965년부터 그레이터 런던의 일부였다. 헨던은 거의 전적으로 NW4 우편 번호에 속하고 웨스트헨던(West Hendon) 지역은 NW9에 속한다. 북서쪽 콜린데일(Colindale)은 한때 헨던의 일부로 간주되었지만 현재는 M1 고속도로로 분리되어 있다.
이 지구는 나중에 RAF 헨던이 된 런던 에어로드롬(London Aerodrome)으로 가장 유명하다. 1972년부터 RAF 기지 부지는 점차 주택 개발과 RAF 박물관으로 이관되었다. 철도는 1868년 미들랜드 메인 라인(Midland Main Line)의 헨던역과 함께 헨던에 도달했고, 1923년에 헨던센트럴(Hendon Central)이라는 이름으로 더 동쪽에 있는 런던 언더그라운드(London Underground)가 이어졌다. 브렌트가(Brent Street)는 1890년대에 상업 중심지로 부상했다. 헨던의 오르막 지역과 기차역 주변의 저지대 사이에 사회적 양극성이 형성되었다.
헨던은 A41, A406(North Circular), A1 및 M1 고속도로와 같은 수많은 간선 도로 옆에 있다. 오늘날 헨던은 럭비 유니온 클럽인 사라센스 FC(Saracens F.C.)의 본거지이다. 콥트홀(Copthall)에 기반을 두고 있으며 미들섹스 대학교(Middlesex University)의 본거지이기도 하다. 그것은 에지웨어(Edgware)와 밀힐(Mill Hill)을 포함하는 이름을 딴 선거구로 의회에서 대표된다.